# Aphantopus pallens
Aphantopus pallens är en fjärilsart som beskrevs av Schultz 1908. Aphantopus pallens ingår i släktet Aphantopus och familjen praktfjärilar. Inga underarter finns listade i Catalogue of Life.